# Leichtathletik-Europameisterschaften 1982/Weitsprung der Männer

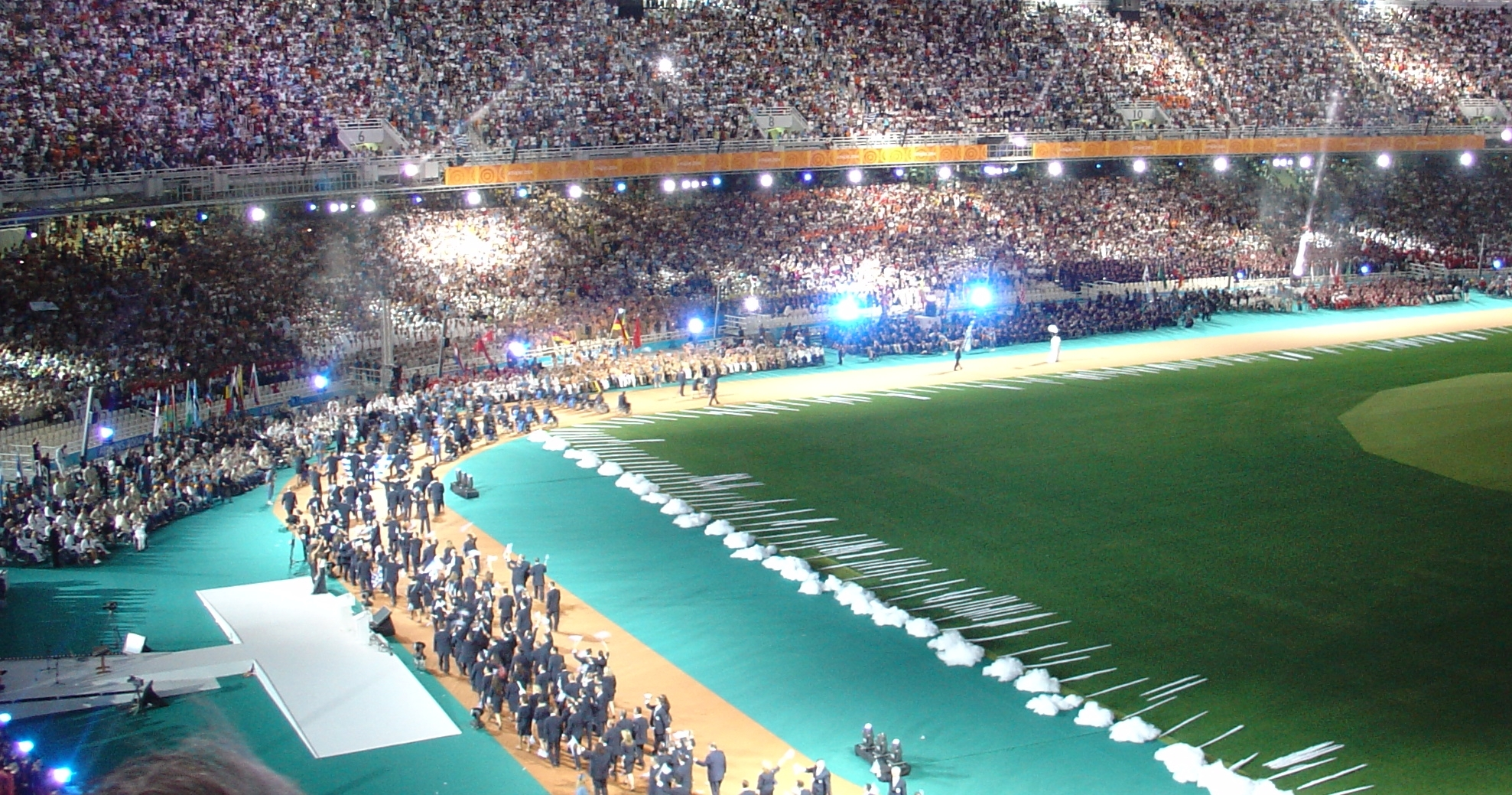
Das Athener Olympiastadion bei der Eröffnung der Paralympics 2004

Der Weitsprung der Männer bei den Leichtathletik-Europameisterschaften 1982 wurde am 8. und 9. September 1982 im Olympiastadion von Athen ausgetragen.
Europameister wurde der Olympiasieger von 1980 und Europarekordinhaber Lutz Dombrowski aus der DDR. Er gewann vor dem Spanier Antonio Corgos. Bronze ging an den Tschechoslowaken Jan Leitner.

## Rekorde

### Bestehende Rekorde
| Weltrekord           | 8,90 m | Bob Beamon       | OS Mexiko-Stadt, Mexiko                 | 18. Oktober 1968  |
| Europarekord         | 8,54 m | Lutz Dombrowski  | OS Moskau, Sowjetunion (heute Russland) | 28. Juli 1980     |
| Meisterschaftsrekord | 8,18 m | Jacques Rousseau | EM Prag, Tschechoslowakei               | 2. September 1978 |

### Rekordverbesserung
Europameister Lutz Dombrowski aus der DDR verbesserte den bestehenden EM-Rekord in der Qualifikation am 8. September um sieben Zentimeter auf 8,25 m. Zu seinem eigenen Europarekord fehlten ihm 29 Zentimeter, zum Weltrekord 65 Zentimeter.
Bei seinem Siegessprung auf 8,41 m im Finale am 9. September wurde er durch einen für Rekord- und Bestenlisten unzulässigen Rückenwind von 2,9 m/s unterstützt.

## Windbedingungen
In den folgenden Ergebnisübersichten sind die Windbedingungen zu den jeweils besten Sprüngen benannt. Der erlaubte Grenzwert liegt bei zwei Metern pro Sekunde. Bei stärkerer Windunterstützung wird die Weite für den Wettkampf gewertet, findet jedoch keinen Eingang in Rekord- und Bestenlisten.

## Legende
Kurze Übersicht zur Bedeutung der Symbolik – so üblicherweise auch in sonstigen Veröffentlichungen verwendet:
| CR | Championshiprekord |

## Qualifikation
8. September 1982
22 traten in zwei Gruppen zur Qualifikationsrunde an. Die Qualifikationsweite für den direkten Finaleinzug betrug 7,80 m. Vierzehn Athleten übertrafen diese Marke (hellblau unterlegt). Damit war die Mindestzahl von zwölf Finalteilnehmern erreicht, die betreffenden Teilnehmer bestritten am darauffolgenden Tag das Finale.

### Gruppe A
| Platz | Name                 | Nation           | Weite (m) | Wind (m/s) |
| ----- | -------------------- | ---------------- | --------- | ---------- |
| 1     | Sergej Rodin         | Sowjetunion      | 7,99      | −0,3       |
| 2     | Rolf Bernhard        | Schweiz          | 7,93      | ±0,0       |
| 3     | Zdenek Mazur         | Tschechoslowakei | 7,91      | +1,1       |
| 4     | Nenad Stekić         | Jugoslawien      | 7,91      | −1,0       |
| 5     | Dimítrios Delifotis  | Griechenland     | 7,89      | +1.3       |
| 6     | Atanas Atanassow     | Bulgarien        | 7,85      | +1,2       |
| 7     | Atanas Tschotschew   | Bulgarien        | 7,82      | +0,3       |
| 8     | Giovanni Evangelisti | Italien          | 7,80      | +0,3       |
| 9     | Jarmo Kärnä          | Finnland         | 7,70      | +0,7       |
| 10    | Gyula Pálóczi        | Ungarn           | 7,49      | +1,2       |
| 11    | Anders Hoffström     | Schweden         | 7,30      | +1,3       |

### Gruppe B
| Platz | Name               | Nation           | Weite (m) | Wind (m/s) |
| ----- | ------------------ | ---------------- | --------- | ---------- |
| 1     | Lutz Dombrowski    | DDR              | 8,25 CR   | −1,0       |
| 2     | Antonio Corgos     | Spanien          | 8,02000   | −0,5       |
| 3     | Jörg Klocke        | BR Deutschland   | 7,91000   | −0,7       |
| 4     | László Szálma      | Ungarn           | 7,84000   | −1,2       |
| 5     | Iwan Tuparow       | Bulgarien        | 7,80000   | −0,2       |
| 6     | Jan Leitner        | Tschechoslowakei | 7,80000   | −1,1       |
| 7     | Stanisław Jaskulka | Polen            | 7,74000   | +0,7       |
| 8     | Ronald Desruelles  | Belgien          | 7,68000   | −1,7       |
| 9     | Juri Samarin       | Sowjetunion      | 7,62000   | +0,3       |
| 10    | Schamil Abbjassow  | Sowjetunion      | 7,58000   | −0,1       |
| 11    | René Gloor         | Schweiz          | 7,54000   | −1,4       |

## Finale

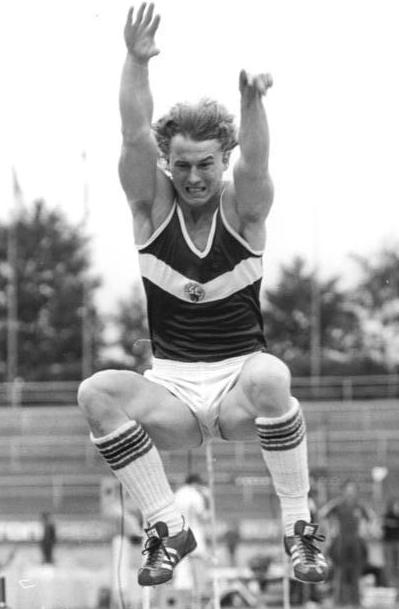
Nach dem Olympiasieg 1980 mit Europarekord errang Lutz Dombrowski nun auch den Titel eines Europameisters

9. September 1982
| Platz | Name                 | Nation           | Weite (m) | Wind (m/s) |
| ----- | -------------------- | ---------------- | --------- | ---------- |
| 1     | Lutz Dombrowski      | DDR              | 8,41      | +2,9       |
| 2     | Antonio Corgos       | Spanien          | 8,19      | +0,4       |
| 3     | Jan Leitner          | Tschechoslowakei | 8,08      | +1,7       |
| 4     | Zdenek Mazur         | Tschechoslowakei | 8,08      | −0,1       |
| 5     | Nenad Stekić         | Jugoslawien      | 7,93      | −0,5       |
| 6     | Giovanni Evangelisti | Italien          | 7,89      | +0,7       |
| 7     | Atanas Tschotschew   | Bulgarien        | 7,89      | +2,4       |
| 8     | Atanas Atanassow     | Bulgarien        | 7,82      | −0,2       |
| 9     | Rolf Bernhard        | Schweiz          | 7,75      | −0,4       |
| 10    | Dimítrios Delifotis  | Griechenland     | 7,75      | +0,6       |
| 11    | László Szálma        | Ungarn           | 7,74      | −1,1       |
| 12    | Iwan Tuparow         | Bulgarien        | 7,73      | +1,1       |
| 13    | Sergej Rodin         | Sowjetunion      | 7,70      | +0,3       |
| 14    | Jörg Klocke          | BR Deutschland   | 7,56      | −0,5       |